# Mart Laar
Mart Laar (Viljandi, 22 de abril de 1960) es un político e historiador estonio. Fue primer ministro de Estonia en dos etapas (1992-1994 y 1999-2002) y ministro de Defensa desde 2011 hasta 2012. Bajo su mandato se implementaron las reformas para que el país báltico, recién independizado de la Unión Soviética, pudiera convertirse en una economía de mercado.

## Biografía
Mart Laar nació en 1960 en Viljandi, RSS de Estonia (por aquel entonces, parte de la Unión Soviética). Tras completar la educación secundaria en Tallin, en 1983 se graduó en Historia por la Universidad de Tartu. Posteriormente completaría su formación con una maestría en Filosofía (1995) y el doctorado en Historia (2005), ambos por el mismo centro.
De joven compaginó un empleo como profesor de instituto con la militancia en varias organizaciones nacionalistas estonias: el Consejo de Historiadores de la Fundación de la Herencia, la Sociedad para la Preservación de Historia, y la Sociedad de Estudiantes de Estonia. Durante la Revolución Cantada fue elegido diputado por la Unión Cristiano Demócrata, y después de la independencia en 1991 ayudó a conformar un bloque de partidos conservadores que defendiese la transformación de Estonia en una economía de mercado.
Laar ha escrito muchos libros sobre historia de Estonia y de la Unión Soviética, entre ellos «La guerra en el bosque: La lucha de Estonia por la supervivencia, 1944-1956», que trata sobre el movimiento de resistencia antisoviética Hermanos del Bosque. Es miembro del consejo internacional de Human Rights Foundation y uno de los fundadores de Unitas Foundation.
A nivel internacional ha establecido una relación especial con el primer ministro de Hungría, Viktor Orbán, que incluye la promoción de un panel internacional para investigar los crímenes cometidos por los regímenes comunistas en la Europa del siglo XX.
Antes de ser elegido primer ministro, reconoció que el único libro sobre economía que había leído era Libre para elegir de Milton Friedman.

## Primer ministro de Estonia

### Primer mandato (1992-1994)
En las elecciones generales de 1992 fue cabeza de lista por el Bloque de la Patria, una unión de partidos conservadores que obtuvo mayoría simple en el Riigikogu. Tras ese triunfo, el 21 de octubre de 1992 fue nombrado primer ministro de Estonia en un gobierno de coalición. Aquel ejecutivo no solo era el primer estable desde la restauración de la independencia, sino que también destacaba por su juventud: Laar tenía tan solo 32 años en el momento de prometer el cargo.
Su labor destacó por la aprobación de medidas que solventaron los problemas económicos de Estonia, con dos objetivos claros: transformar al país en una economía de mercado, y acercarse a los miembros de la Unión Europea en detrimento de Rusia. Una de sus primeras acciones fue fijar la corona estonia al marco alemán con una tasa de cambio de 8 coronas por marco. Después aprobó varios planes liberalizadores para reducir la inflación, culminados con la adopción de un impuesto plano en 1994. Por último llevó a cabo la reforma del sistema judicial y la posterior privatización de las empresas estatales, lo cual implicaba una supervisión que no se había producido en otras antiguas economías socialistas.
A nivel exterior, Estonia logró entrar en el Consejo de Europa (1993) y en la asociación para la paz de la OTAN (1994), antesala de su integración en ambos organismos una década después. El aspecto más polémico fue la aprobación de la Ley de nacionalidad estonia que daba tres opciones a los residentes con ciudadanía soviética para no ser deportados: naturalizarse estonios, registrarse como ciudadanos de Rusia (sucesor legal de la URSS), o inscribirse con «ciudadanía indefinida». Todo ello motivó las protestas de la comunidad rusófona y un conflicto diplomático con el país vecino, por lo que el presidente Lennart Meri tuvo que intervenir para que suavizasen los aspectos más polémicos.
El gobierno de Mart Laar terminó cayendo en 1994 por la salida de varios partidos de la coalición a raíz de dos episodios: una polémica compra de armamento a Israel, efectuada sin consulta previa al parlamento, y el llamado «escándalo rublo» por el que se vendieron 2300 millones de rublos soviéticos (retirados de la circulación en 1992) a la disidente República Chechena de Ichkeria a través de una empresa. El 18 de septiembre de 1994. Laar perdió una moción de confianza y fue reemplazado por Andres Tarand. Con la desaparición del Bloque de la Patria, en 1995 se integró en el nuevo partido Unión Pro Patria.

### Segundo mandato (1999-2002)
Después de que la Unión Pro Patria quedase segunda en las elecciones generales de 1999, Laar fue nombrado primer ministro de una coalición tripartita con el Partido Reformista y el Partido Socialdemócrata. Los objetivos de su gobierno pasaban por consolidar las reformas económicas y políticas que más tarde supondrían el ingreso de Estonia en la Unión Europea y en la OTAN, así como lograr la integración de la población rusófona en la sociedad civil estonia.
En 2001 la prensa desveló que varios miembros de la Unión Pro Patria, entre ellos Laar, habían disparado contra una foto del líder centrista Edgar Savisaar en el transcurso de unos ejercicios militares. El primer ministro reconoció haberlo hecho «en calidad privada» y tuvo que pedir disculpas para cerrar el episodio.
El primer ministro dimitió el 28 de enero de 2002, en desacuerdo con el pacto entre reformistas y centristas que suponía la llegada de Savisaar a la alcaldía de Tallin. Laar fue reemplazado en su cargo por Siim Kallas. A pesar de las dificultades, el suyo terminó siendo el gobierno más duradero desde la restauración de la independencia hasta esa fecha.

## Trayectoria posterior
Un año después de su dimisión, Laar estuvo trabajando como asesor del presidente de Georgia, Mijeíl Saakashvili, durante la transición posterior a la Revolución de las Rosas de 2003. El mandatario ha apoyado al gobierno caucásico en otros hitos como la guerra de Osetia del Sur, e incluso ha sido condecorado con la Orden de la Victoria de San Jorge.
A nivel doméstico, en 2007 venció las primarias para liderar el nuevo partido Unión Pro Patria y Res Publica.
En 2011 fue nombrado ministro de Defensa en el gobierno del reformista Andrus Ansip. Sin embargo, en febrero de 2012 sufrió un derrame cerebral y tuvo que dejar el cargo por motivos de salud. Tras un breve tiempo apartado de la política, desde 2013 es presidente del consejo supervisor del Banco de Estonia.